# Sin novedad en el frente (película de 1979)
Sin novedad en el frente es una película estadounidense-británica realizada para la televisión en 1980, del género cine bélico. Fue dirigida por Delbert Mann y protagonizada por Richard Thomas, Ernest Borgnine, Donald Pleasence, Ian Holm, Patricia Neal, Paul Mark Elliott, David Bradley y George Winter en los papeles principales.
Este telefilme está basado en la versión cinematográfica del mismo título, que fue dirigida por Lewis Milestone en 1931, mientras que las dos están a su vez inspiradas en la novela homónima de Erich Maria Remarque, la cual tiene un marcado carácter antibélico. Fue ganadora del premio Globo de Oro 1980 a la Mejor película para televisión y además ganadora del premio Emmy 1980 al Mejor montaje.

## Argumento
Durante la Primera Guerra Mundial, Paul Baumer (Richard Thomas), un joven estudiante alemán egresando de sus estudios, se alista en el ejército junto a otros de sus compañeros de escuela, después de ser alentados por su fanático y chovinista profesor Kantorek (Donald Pleasence), que cita el deber a cumplir frente a la madre patria, a Dios y al káiser. Después de sufrir el duro entrenamiento militar dirigido por el sádico cabo Himmelstoss (Ian Holm), el ex cartero del pueblo transformado en instructor, Paul y los otros jóvenes son enviados al frente de batalla, y allí quedan a cargo del soldado Stanislaus Katzinsky, o Kat (Ernest Borgnine), un hombre modesto, con una visión práctica de la guerra, que les da prácticas instrucciones a seguir, cosa que no habían recibido en el período de instrucción. 
Comienzan entonces los sufrimientos y las tragedias. Enfrentados al ejército francés en la llamada guerra de trincheras, comienzan los ataques y contraataques, que dejan como saldo centenares de soldados muertos, entre los cuales se cuentan muchos de los compañeros de escuela de Paul, muertos tratando de conquistar la escasa tierra de nadie que los separa. El tiempo pasa y los jóvenes se transforman en endurecidos soldados que aprenden a convivir con ratas, a soportar el fango que llena las trincheras, los bombardeos de artillería enemiga, las ametralladoras que siegan vidas, los ataques con gas venenoso y la pérdida de sus amigos y compañeros.
Después de transcurrido un año, Paul recibe un permiso para regresar a su pueblo y a su familia. Una vez allí, es recibido como un héroe, pero él comienza a ver su antigua vida con distancia. Su fanático exprofesor sigue arengando y enviando jóvenes al ejército. Su exinstructor sigue malpreparando a los nuevos reclutas. Su padre quiere discutir estrategia militar, sin haber estado jamás en combate. Finalmente debe regresar al frente y se va con la sensación de que ya no pertenece más al pueblo, ni a sus amistades, ni su familia.
El más débil de sus amigos, Franz Kemmerich (George Winter), resulta herido y muere poco después en el hospital de campaña, durante una visita que Paul le hace. Muy afectado por la muerte de su amigo, Paul regresa al frente de trincheras. Allí decide escribirle a otro amigo sobreviviente de su clase. Cuando termina, decide hacer una inspección a los nuevos reclutas que reemplazan a los caídos. Es primavera y el día pasa sin novedad en el frente. En el trayecto divisa un pajarillo descansando cerca de la trinchera, en territorio alemán. Aficionado desde siempre al dibujo, decide entonces hacer un esbozo. El pajarillo se apresta a emprender el vuelo y Paul, imprudentemente, se pone de pie en la trinchera para seguir el vuelo. Se escucha un disparo y Paul, muerto instantáneamente, va a dar al fangoso piso de la trinchera. Sobre la imagen de parte de su cuerpo innerte aparecen unas letras que dicen: "Comunicado del Alto Mando Alemán del 11 de octubre de 1918: Sin novedad en el frente".

## Reparto
- Richard Thomas como Paul Baumer
- Ernest Borgnine como Stanislaus Katczinsky
- Donald Pleasence como Kantorek
- Ian Holm como Himmelstoss
- Patricia Neal como madre de Paul
- Paul Mark Elliott como Behm
- David Bradley como Kropp
- George Winter como Kemmerich
- Dominic Jephcott como Leer
- Mark Drewry como Tjaden